# 掠鸟龙属
掠鸟龙（属名：Diuqin，意为“猛禽”）是半鸟亚科兽脚类恐龙已灭绝的一个属，来自阿根廷晚白垩世（桑托阶）下营组。属下包括单一物种蕾西古纳掠鸟龙（Diuqin lechiguanae），所知于一个肱骨及破碎的椎骨。

## 发现与命名

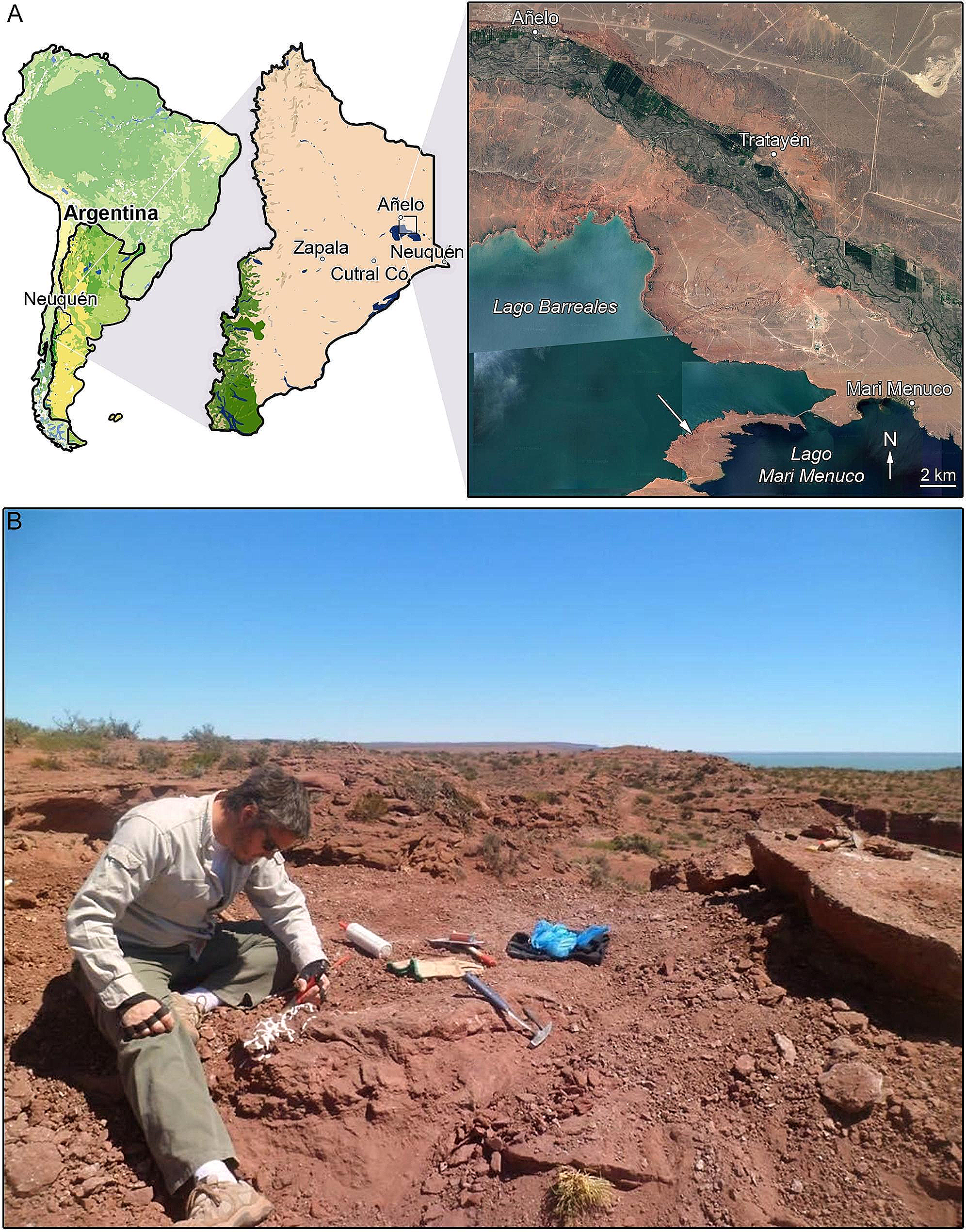
掠鸟龙模式产地

正模标本MUCPv 1401发现于阿根廷巴塔哥尼亚内乌肯省的下营组，由左肱骨的大部分、骶椎和尾椎碎片及其它疑似的椎骨碎片组成。
此标本于2024年被描述为半鸟亚科兽脚类新属新种。属名Diuqin在马普切语中意为“猛禽”。种名lechiguanae指1975年阿根廷电影《人狼之恋》中的女巫蕾西古纳（Lechiguana）。
掠鸟龙代表从下营组描述的首个半鸟亚科。其发现有助于填充该演化支南方盗龙（艾伦组）与半鸟（波特苏埃洛组）等其它分类单元之间至少一千五百万年的进化空白。

## 分类
在系统发育分析中对本属进行评测，发现其处于手盗龙形类的一个大型多分支中。必须将其从分析中移除以使分支图更为清晰。这该明该属可能与任何被评测的半鸟亚科均有密切关系。

## 古生态学
掠鸟龙发现于晚白垩世桑托阶的下营组。其沉积环境可能是温暖且半干旱的。该地层中还发现了许多其它恐龙，包括其它几种非鸟兽脚类（阿瓦拉慈龙超科的阿瓦拉慈龙和阿基里斯龙、阿贝力龙类的速龙、道猎龙和骇龙及大盗龙类的特拉塔尼亚龙）、大量泰坦巨龙类蜥脚类（博妮塔龙、拟雷巴齐斯龙、奥韦罗龙、林孔龙和山神巨龙、鸟脚类的岭奔龙及一种分类不明的甲龙类。其它动物包括蛇（恐蛇）、蜥蜴（Paleochelco）、龟鳖目（洛马拉塔龟、鳄型类（短颈科马约鳄、犬齿鳄、加斯帕里尼鳄、单鳄、微鳄、内乌肯鳄、南方鳄和座狼鳄）及分类不明的翼龙目。